# Italská žena s dítětem u potoka
Italská žena s dítětem u potoka (někde uváděno ...s dětmi...) je název obrazu (olejomalby), jehož autorem je estonský malíř Johann Köler (1826—1899). Obraz vznikl během malířova pobytu v Itálii, kam odešel na jaře roku 1858, a kde poměrně rychle (během čtyř let) dosáhl značného uznání své práce. Zdrojem inspirace (nejen pro krajinu, zobrazenou na obraze) mu bylo okolí Říma (oblast Lazio Subiaco), tam maloval přímo v plenéru. Sám autor řekl: "Příroda zůstane pro umělce vždy základním a věčným zdrojem.“

## Popis obrazu
Námětem obrazu je výjev, znázorňující epizodu z všedního života mladé venkovské ženy, Italky. 

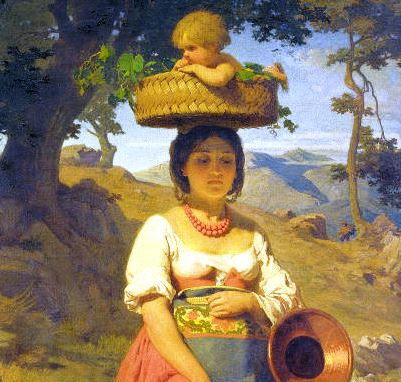
detail obrazu

### Popředí
Je teplý letní den, v popředí, v centru „dění", je vidět ženu s dětmi, jde možná pro vodu, nebo si jen chladí bosé nohy v mělké vodě potoka. Koryto potoka je jen lehce naznačené, při spodním okraji vytváří malou vodní hladinu, ve které se zároveň zobrazovaný výjev odráží. Tmavovlasá žena má na sobě světlou (pravděpodobně lněnou), hluboce vystřiženou blůzu (dobovou halenu) smetanově bílé barvy, na krku má dvojitou šňůru červených korálků. Sukni má také červenou, přes ní si uvázala šedomodrou zástěru. Na horním a spodním okraji je zástěra zdobena širokou folklórní výšivkou. Na levé ruce (přes rukáv haleny) má žena zavěšenu (za držadlo – „ucho“) prázdnou měděnou konvici, asi na vodu. Na její hlavě vidíme pletený slaměný košík s plochým dnem, v němž sedí malé děcko (batole), se světlými vlasy. Vedle ženy stojí další dítě, tmavovlasý chlapec, držící se matčiny sukně. Obě postavy – žena i chlapec, stojí u břehu, nohama v mělké vodě. Žena si pravou rukou zvedla okraj sukně, chlapec si vyhrnul košilku – pravděpodobně na ochranu před zmáčením - to vše dotváří intimitu zobrazené scény. Postavy jsou dokonale včleněny do prostoru a propojeny s přítomnou vegetací a zobrazeným terénem. Především košík s malým děckem, ale i hlava ženy výrazně vystupují na pozadí oblohy. Postava ženy je ve své střední části (od krku ke kolenům) silně ozářena sluncem, jasnými odlesky světla září i měděná nádoba.

### Střed
Nalevo, ve středním plánu, stojí mohutný (pravděpodobně letitý) listnatý strom, možná dub nebo buk. Jeho silné kořeny vystupují mezi několika kameny. Strom vrhá stín na skupinu postav, obličej ženy je stíněn také košíkem na její hlavě. Napravo ve středním plánu, při úpatí mírného svahu, se mezi obnaženými kameny podařilo vyrůst slabému stromku (snad pinie), náročnost růstu lze odezřít z pokrouceného tvaru jeho kmene. Jasné barvy a světlo, s bujnou vegetací, jsou obrazem jižního přívětivého podnebí.

### Pozadí
Na horizontu, v zadním plánu obrazu, je vidět mírně hornatou krajinu, s letní, skoro bezmračnou, šedomodrou oblohou. Jemný opar nad vrcholky hor, a chladnější tonalita pozadí, spolu vytvářejí hloubku obrazového prostoru.

### Celek
Obecně atmosféra obrazu působí idylicky, klidně, slunečně. Postavy samotné, v náladovému náznaku, jsou na první pohled vyrovnané, v poklidném odpočinkovém zastavení, žena dojímá jemností svého výrazu, až nereálnou snovostí situace (tiše sedící dítě v koši na hlavě...), přitom se silným životným i emocionálním účinkem.
Kompozičně se jedná o přesně promyšlené dílo, členění obrazu ve zlatém řezu (figurou ženy, její rukou a starším dítětem) je harmonicky vyvážené, úhlopříčka (tvořená velkým stromem, ženou a kameny břehu) dodává obrazu živost a překvapivé napětí, i v jednotlivých detailech a barevném provedení obsahuje obraz silnou dynamiku.
Pigmenty, použitými na obraze, jsou převážně teplé odstíny barev, např. Dark Slate Grey a Dim Grey, tmavě olivová zelená, černá, Sadlle Brown, Maroon, dále stupnice několika hnědavých, rezavých, zelenavých a modrošedých valérů, a přírodní, tlumené hnědé a zelenošedé tóny. Převažující teplá barevnost prozrazuje autorovu zkušenost s tónovou malbou krajinářů konce 19. století, a ukazuje jeho zájem o realisticky podaný detail při zachycení námětu (nejen krajiny), s velkou dávkou empatie. Malba je strukturovaná, přední plán zdůrazněn pastóznějšími hmotami. Barevná interpretace a celková atmosféra obrazu se vyznačuje uvolněným malířským rukopisem realistického krajinářství, valérové kladení barev a přesvědčivé vyjádření světla v něm dokládají autorův profesní um.
Plátno obrazu má rozměry 82,5 x 53,5 cm, a patří mezi nevelký počet děl, která Köler v Itálii dokončil. Celkem se jednalo cca o 40 obrazů (včetně studií a přípravných výkresů).
Není známo, zda obraz byl malován na objednávku, či jako volná tvorba autora. Stylově je řazen do období romantismu.
Obraz je v majetku uměleckého muzea Kumu, v estonském hlavním městě Tallinnu.

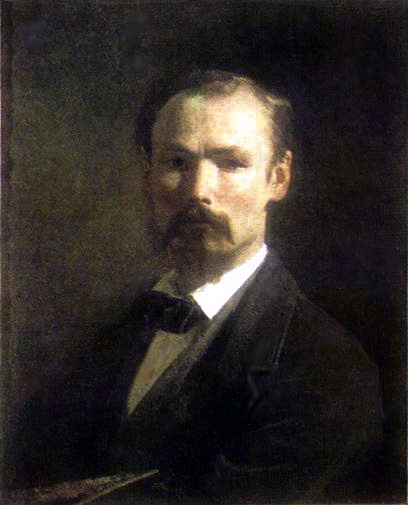
autoportrét

## O autorovi
Köler se narodil do nemajetné rodiny, přesto se v roce 1848 zapsal na Petrohradskou císařskou akademii umění. Po jejím absolvování (v roce 1855) se rozhodl (jak v té době bývalo zvykem začátečníků v mnoha řemeslech) cestovat. To se mu podařilo poté, co se úspěšně zhostil zakázky na portrét cara a také na oltářní obraz Krista na kříži. Díky honoráři (za tato díla) mohl v červnu 1857 opustit Petrohrad. Cestoval napříč Evropou, přes Berlín a celé Německo, do Nizozemska a Belgie, a na podzim téhož roku dorazil do Paříže. Na jaře v roce 1858 pak odešel přes Ženevu do Itálie, do Říma. Tam strávil čtyři roky, kdy se nejen učil italsky, studoval bohaté kulturní dědictví země, ale také velmi intenzivně maloval. Změnil styl své malby, více se odkláněl od přísných akademických pravidel. Vliv (na jeho tvorbu) měl nesporně i jeho předchozí pobyt v Paříži.
Köler patřil mezi vůdce estonského národního obrození, a je považován za prvního profesionálního malíře nově vznikajícího národa, s jehož myšlenkou na sebeurčení souzněl dlouhodobě. Uznání si získal zejména jako portrétista, v menší míře pak svými obrazy krajiny. Některé z jeho nejpozoruhodnějších obrazů líčí venkovský život (v Estonsku) v druhé polovině 19. století.
Na žádost Akademie se Köler v roce 1861 vrátil do Petrohradu, a v letech 1869–1870 na škole působil jako pedagog. V letech 1862-1874 byl zaměstnán jako učitel dcery cara Alexandra II., vévodkyně Marie Alexandrovny. V letech 1886–1889 pracoval ve Vídni, Nice a Paříži.